# Leon Taylor
Leon Taylor (Cheltenham, 2 novembre 1977) è un tuffatore britannico.
La coppia Waterfield-Taylor ha vinto l'argento alle Olimpiadi di Atene nel 2004, la prima medaglia olimpica nei tuffi della Gran Bretagna dopo quella di Brian Phelps nel 1960. Ai Giochi olimpici di Sydney 2000, la coppia terminò quarta.
Ai XVII Giochi del Commonwealth che si sono tenuti nel 2002 a Manchester, Taylor ha vinto la medaglia d'argento nell'evento individuale (nel 1998 aveva vinto il bronzo).
Ha annunciato il ritiro dalle competizioni nel maggio 2008, pochi mesi prima delle Olimpiadi di Pechino, a causa di una serie di infortuni.

## Palmarès
- Giochi olimpici

Atene 2004: argento nel sincro 10 m.
- Campionati mondiali di nuoto

Montreal 2005: bronzo nel sincro 10 m.
- Europei di nuoto

Istanbul 1999: bronzo nel sincro 10 m.
Helsinki 2000: bronzo nel sincro 10 m.
- Giochi del Commonwealth

Kuala Lumpur 1998: bronzo nella piattaforma 10 m.
Manchester 2002: argento nella piattaforma 10 m.